# Putain de camion (chanson)
Pour les articles homonymes, voir Putain de camion.
Pistes de Putain de camion
Chanson dégueulasse
(11)
Putain de camion est une chanson de Renaud écrite en hommage à son ami Coluche (parrain de sa fille Lolita Séchan), mort dans un accident de moto le 19 juin 1986. Elle a donné son nom à l'album sorti en 1988. 

## Histoire
Le 19 juin 1986, Renaud est à Montréal lorsqu'un journaliste, venu l'interviewer dans le salon de son hôtel, lui dit trop vite : « Coluche est mort. » Renaud ne comprend pas l'accent québécois et croit comprendre : « Coluche, à Montréal ». Il est heureux d'apprendre cette nouvelle, et le journaliste le regarde, mal à l'aise. Ce n'est que de retour dans sa chambre qu'il reçoit un message lui annonçant le décès de Coluche, son copain complice de ses débuts, devenu l'ami intime et le parrain de sa fille Lolita.
Il écrit la chanson à chaud sur une vieille musique de Franck Langolff, puis joue ensuite sur scène cette ballade. Elle ne devait pas, au départ, intégrer l'album. Dans ce titre, il s'adresse au défunt Coluche et fait part de son ressenti face à la mort de son ami dans un accident de la route. Renaud exprime fortement le dégoût face à cet événement « Putain j'ai la rage contre ce virage et contre ce jour-là », puis face à la vie « putain de vie de merde » ou « tu nous laisses avec les chiens », et ses regrets quant à la disparition de son ami « Lolita n'a plus de parrain, nous on n'a plus notre meilleur copain », ou alors cette dernière « dire que c'était l'été dans ma tête il fait froid ». On peut citer enfin « enfoiré, on t'aimait bien », référence cette fois-ci au grand réseau caritatif Les Restos du cœur que Coluche a créé et représenté chaque année par les Enfoirés.